# Typhlosyrinx vepallida
Typhlosyrinx vepallida é uma espécie de gastrópode do gênero Typhlosyrinx, pertencente a família Raphitomidae.